# August Schreiber
August Robert Schreiber, född 15 september 1893 i Wien, död 20 maj 1963 i Göteborg, var en österrikisk-svensk målare och tecknare.
Han var son till medicine doktor Karl Schreiber och Anna Kreuziger och från 1939 gift med Märtha Ingrid Margareta Adamsson. Efter studier vid Akademie der bildenden Künste Wien 1920 och Akademie der Bildenden Künste München 1922 var Schreiber verksam som lärare vid Hoffmans målarskola i München 1922–1933. Han var sedan 1923 en flitig resenär till Italien där han studerade vid universitetet i Florens. Han företog ett antal kombinerade studie- och målarresor till bland annat Frankrike, Spanien, Schweiz och Jugoslavien. Han bosatte sig i Göteborg 1939. I Sverige ställde han ut separat i Östersund 1942, Gummesons konsthall 1943 och ett flertal gånger i Göteborg sedan 1940 han medverkade i Göteborgs konstförenings Decemberutställningar på Göteborgs konsthall. Hans konst7 består av blomsterstilleben, tachistiska abstraktioner och landskapsmålningar från Bohuslän och Italien.